# 本郷義夫
本郷 義夫（ほんごう よしお、1892年3月20日 - 1962年6月28日）は、日本の陸軍軍人。陸軍中将。

## 経歴
本籍兵庫県。本郷房太郎陸軍大将の長男として生まれる。東京府立四中、陸軍中央幼年学校予科、同校本科を経て、1912年（明治45年）5月、陸軍士官学校（24期）を卒業、同年12月、歩兵少尉任官、近衛歩兵第4連隊付となる。1919年（大正8年）11月、陸軍大学校（31期）を優等で卒業。
1920年（大正9年）4月、参謀本部付勤務（ドイツ班）、参謀本部員、ドイツ出張、ドイツ駐在、参謀本部員などを経て、1927年（昭和2年）12月から翌年12月まで陸大専攻学生として学んだ。1928年（昭和3年）12月、参謀本部員となり、陸軍省整備局課員、兼資源局事務官、資源局企画部第1課長、歩兵第59連隊留守隊長、人事局課員（恩賞課）などを歴任し、1935年（昭和10年）8月、大佐に進級し歩兵第12連隊長に就任した。
1936年（昭和11年）12月、第1師団司令部付（早大配属将校）となる。1937年（昭和12年）8月、兵科を航空兵科に転じ航空兵大佐となり留守航空兵団司令部付の発令を受けた。同年11月、浜松陸軍飛行学校教官に就任し、同校幹事を経て、1938年（昭和13年）7月、陸軍少将に進級。同年12月、第4飛行団長となり日中戦争に出征し、第12軍参謀長、熊谷陸軍飛行学校長を歴任した。
1941年（昭和16年）8月、陸軍中将に昇進。1943年（昭和18年）6月、第62師団長に親補され山西省東部の警備を担当した。1945年（昭和20年）3月、関東防衛軍司令官となり、同年5月、関東防衛軍が第44軍に改組され引き続き司令官を務め、ソ連軍と戦闘を交える中、奉天で終戦を迎えた。
終戦後、シベリア抑留となる。1948年（昭和23年）1月31日、公職追放仮指定を受けた。1950年（昭和25年）4月に復員した。

## 栄典
位階
- 1913年（大正2年）2月20日 - 正八位[2]
- 1941年（昭和16年）9月15日 - 従四位
- 1943年（昭和18年）10月1日 - 正四位

勲章
- 1940年（昭和15年）8月15日 - 紀元二千六百年祝典記念章[3]

## 親族
- 妻 本郷糸 安東貞美（陸軍大将）の娘
- 弟 本郷忠夫（陸軍少将）